# آنتسنکیرشن
آنتسنکیرشن (به آلمانی: Enzenkirchen) یک منطقهٔ مسکونی در اتریش است که در ناحیه شاردینگ واقع شده‌است. آنتسنکیرشن ۲۳ کیلومتر مربع مساحت دارد ۳۷۳ متر بالاتر از سطح دریا واقع شده‌است.